# Ewa Ośniecka-Tamecka
Ewa Ośniecka-Tamecka (ur. 24 grudnia 1962 w Łodzi) – polska polityk, w latach 2006–2007 sekretarz stanu w Urzędzie Komitetu Integracji Europejskiej, od 2007 prorektor Kolegium Europy w Natolinie.
W latach 1991–2001 i 2006–2007 pracowała w organach administracji rządowej oraz współpracowała z Kolegium Europy (College of Europe), Europejskim Instytutem Uniwersyteckim we Florencji (EUI) oraz z Europejskim Instytutem Administracji Publicznej w Maastricht (EIPA).

## Życiorys
W 1981 została absolwentką XXVI Liceum Ogólnokształcącego w Łodzi (obecnie LO im. K.K. Baczyńskiego). Ukończyła studia na Wydziale Ekonomiczno-Socjologicznym Uniwersytetu Łódzkiego, uzyskując tytuł magistra w Katedrze Handlu Zagranicznego w 1987 oraz w Katedrze Obrotu Towarowego i Usług w 1988. W latach 1988–1991 była pracownikiem naukowym Uniwersytetu Łódzkiego. W 1991 została mianowana doradcą ministra w Biurze Pełnomocnika Rządu ds. Integracji Europejskiej oraz Pomocy Zagranicznej, w ówczesnym Urzędzie Rady Ministrów (obecnie Kancelaria Prezesa Rady Ministrów).
Od 1992 do 1996 sprawowała funkcję dyrektora Gabinetu Pełnomocnika Rządu ds. Integracji Europejskiej oraz Pomocy Zagranicznej, a także dyrektora jednostki zarządzającej programem Phare „SIERRA”.
W latach 1997–2000 kierowała fundacją Centrum Europejskie Natolin. 
Od 2000 do 2001 była szefem Gabinetu Politycznego Przewodniczącego Komitetu Integracji Europejskiej.
Od 1 marca 2006 do 31 maja 2006 pełniła funkcję podsekretarza stanu w Urzędzie Komitetu Integracji Europejskiej. Od 13 kwietnia 2006 do 16 sierpnia 2007 była sekretarzem Komitetu Integracji Europejskiej i wiceprzewodniczącą Komitetu Europejskiego Rady Ministrów. Od 31 maja 2006 do 16 sierpnia 2007 była również sekretarzem stanu w Urzędzie Komitetu Integracji Europejskiej (tzw. minister ds. europejskich) i szefem Urzędu Komitetu Integracji Europejskiej.
W latach 2006–2007 pełniła funkcję polskiego negocjatora (tzw. szerpy) w procesie przygotowywania Traktatu Lizbońskiego, a także funkcję pełnomocnika Rządu Rzeczypospolitej Polskiej  przed Trybunałem Sprawiedliwości UE.
Od września 2007 zarządza, jako prorektor, Kolegium Europy w Natolinie (polski kampus College of Europe).
W 2008 weszła w skład Komitetu Sterującego (tzw. grupy mędrców) Europejskiego Banku Inwestycyjnego (EBI), utworzonej przez Radę Unii Europejskiej w celu dokonania przeglądu mandatu zewnętrznego EBI.

## Rodzina
Jest córką Jana (1926–2014) i Joanny (1939–2016) Ośnieckich.

## Odznaczenia
Ewa Ośniecka-Tamecka została uhonorowana następującymi orderami:
- Kawaler Orderu Legii Honorowej (Republika Francuska), 2006
- Komandor Orderu Korony[12] (Królestwo Belgii), 2013
- Komandor Orderu Leopolda (Królestwo Belgii), 2016